# Пьянково (Ирбитское муниципальное образование)
Пьянково — село в Ирбитском МО Свердловской области, Россия.

## Географическое положение
Село Пьянково Ирбитского муниципального образования находится в 30 километрах на юге от города Ирбит (по автомобильной дороге — 46 километров), в нижнем течении на обоим берегам реки Понастровка (правый приток реки Трестовка, бассейна реки Ница). Имеется система прудов. В 200 верстах от Екатеринбурга. Село расположено на двух речках, берущих начало в окрестных болотах. В начале XX века климат был болотный, неблагоприятный для здоровья, а почва чернозёмная, местами глинистая.

## История села
В начале XX века Пьянковское село в простонародье звалось Волковским и это название дано ему было вследствие преобладания в селе жителей с фамилией Волковых. Волковых считают первыми жителями села, следовательно и основателями его. Главным занятием было хлебопашество.

## Население
| 2002 | 2010 | 2021 |
| ---- | ---- | ---- |
| 529  | ↘509 | ↘353 |

## Николаевская церковь
Храм строился на средства прихожан, с помощью пожертвований. В 1874 году была заложена Николаевская церковь, каменная, однопрестольная и была освящена во имя святого Николая архиепископа Мирликийского 23 июня 1881 года. Причт помещался в церковных домах. Церковь была закрыта в 1935 году. В советские годы здесь был клуб, но сохранилось большое количестве росписей, сохранился купол и колокольня. Сам храм не восстанавливается.

## Школа
В 1900 году в селе уже работало земское начальное народное училище.